# Acacia constricta
El chaparro prieto, vara prieta, gigantillo, hizachilla o largoncillo (Vachellia constricta) es un árbol o arbusto de la familia de las leguminosas. Habita desde el suroeste de Estados Unidos hasta el centro de México (su límite sur es el estado de Oaxaca) en matorrales secos (matorral tamaulipeco), pastizales gipsófilos y halófitos y bosques de encinos alterados, desde los 500 hasta los 2800 m s. n. m. (metros sobre el nivel del mar).

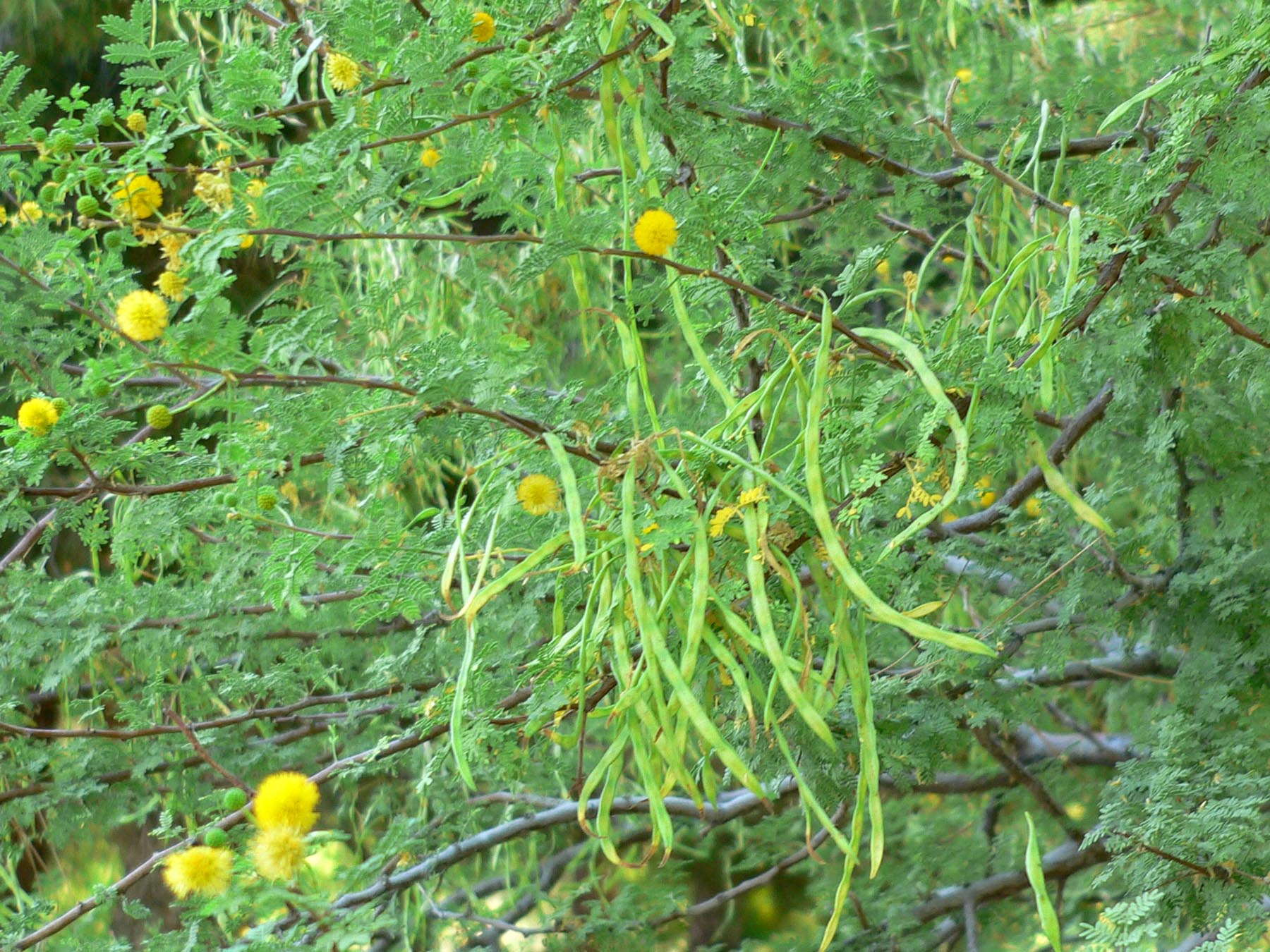
Flores de Vachellia constricta en Las Vegas

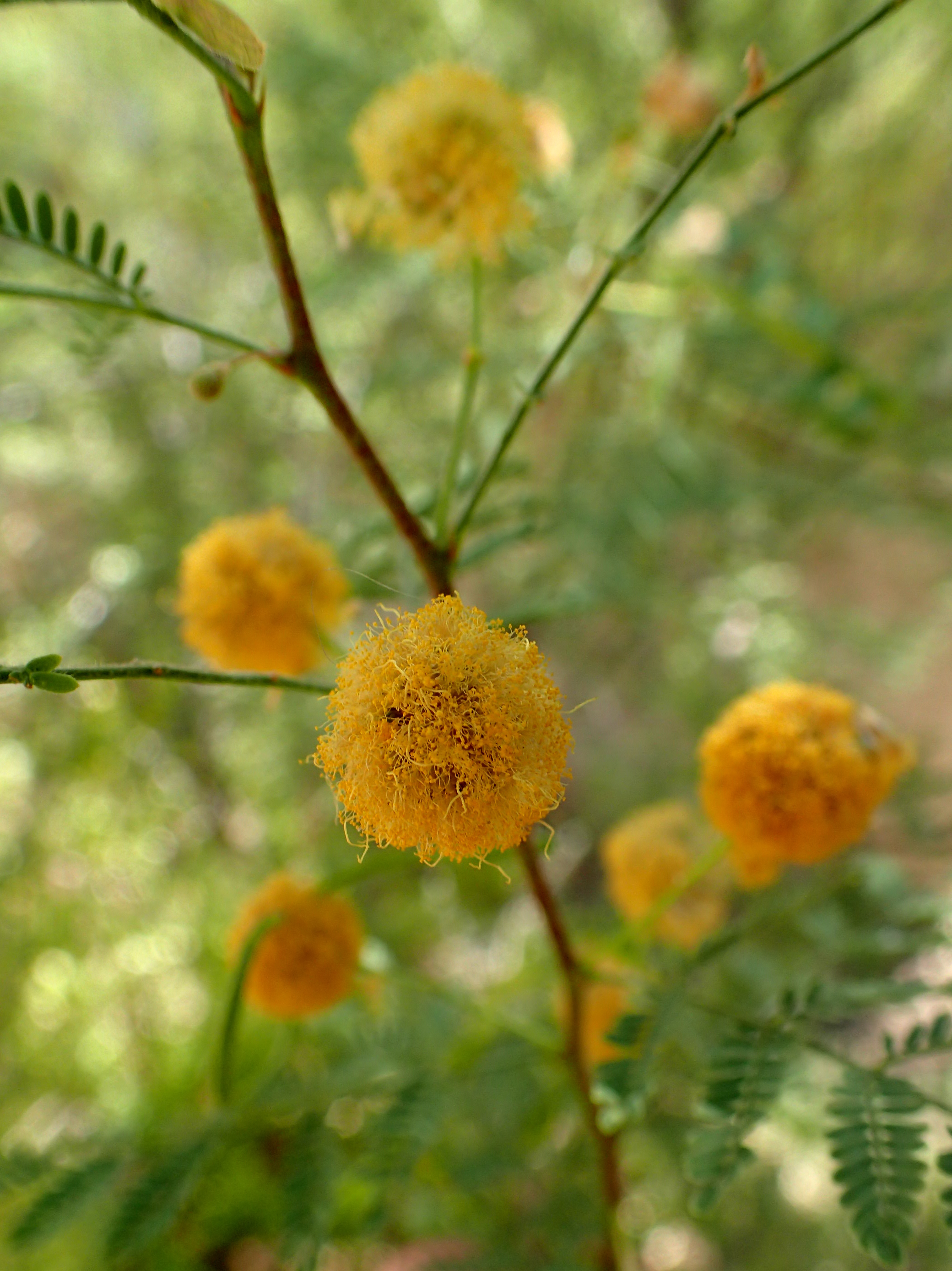
Flores de Vachellia constricta en Las Vegas

## Descripción
Alcanza hasta 6 m (metros) de alto. Tiene hojas de 2 a 5 cm (centímetros) de largo, con 3 a 7 pares de pinas de hasta 2 cm de largo y hasta 10 pares de folíolos por pina. Los folíolos son elíptico-oblongos, glabros o con algunos pelos esparcidos. La inflorescencia es de 1 cm de diámetro. Las flores son fragantes y producen néctar. El fruto es una vaina rojiza, recta o ligeramente curva, constreñido entre las semillas, dehiscente, glabro y con algunos puntos glandulares, de hasta 10 cm de largo, y 2-5 mm (milímetros) de grueso. Número cromosomático reportado: 2n=52.
Se reconocen dos variedades de esta especie: Vachellia costricta Benth. var. costricta y V. constricta var. vernicosa (Standl.) L.D. Benson.